# Glypta media
Glypta media är en stekelart som beskrevs av Setsuya Momoi 1963. Glypta media ingår i släktet Glypta och familjen brokparasitsteklar. Inga underarter finns listade i Catalogue of Life.